# Фищук, Александр Георгиевич
Александр Георгиевич Фищук (укр. Олександр Георгійович Фищук; род. 12 января 1958, Боровцы, Черновицкая область) — украинский политик. Председатель Председатель Черновицкой ОГА с 5 февраля 2015 по 23 ноября 2018 года. Народный депутат Украины VII созыва. Член партии «Народный фронт».

## Карьера
1976 — работа водителем в Кицманской автотранспортной колонне № 25032.
1976—1978 — служба в вооружённых силах СССР.
1978—1979 — инструктор автодела в Ставчанскому учебно-производственном комбинате.
1984—1986 — мастер участка на заводе «Гравитон».
1986—1989 — слесарь-электрик, старший мастер на Черновицком резинообувном заводе.
1989—1990 — инспектор в Ленинском районном комитете народного контроля г. Черновцы.
1990—1998 — старший инспектор, начальник отдела налогов, первый заместитель начальника инспекции в Государственной налоговой инспекции в г. Черновцы.
1998—2005 — председатель Кицманской районной госадминистрации.
2005—2011 — председатель Государственной налоговой администрации в Черновицкой области.
С 2012 года — зампредседателя Черновицкого областного отделения общественной организации «Фронт перемен». Был депутатом Черновицкой областной рады с 2010 по 2012 годы.
С 12 ноября 2012 года — народный депутат Верховной Рады Украины VII созыва, избран по избирательному округу № 202 от ВО «Батькивщина». Член комитета Верховной Рады Украины по вопросам бюджета.
На парламентских выборов 26 октября 2014 года баллотировался в Верховную Раду от 202 округа Черновицкой области, но уступил кандидату Ивану Рыбаку от «Блока Петра Порошенко».
5 февраля 2015 года указом президента Украины Петра Порошенко был назначен председателем Черновицкой областной государственной администрацииї.. Область не имела руководителя с октября 2014 года, когда президент удовлетворил просьбу прежнего главы облгосадминистрации Романа Ванзуряка об увольнении. Для представления нового губернатора в Черновцы прибыли министр информационной политики Юрий Стець, а также первый заместитель председателя Аппарата Президента Виталий Ковальчук.
23 ноября 2018 года указом Президента Украины уволен с занимаемой должности.

## Образование
В 1984 году закончил физический факультет Черновицкого государственного университета. В 1992 году окончил экономический факультет Черновицкий национальный университет имени Юрия Федьковича по специальности экономист.

## Награды и признание
- Орден «За заслуги» ІІІ степени (2018)[8]